# 臨澧県
臨澧県（りんれい-けん）は中華人民共和国湖南省常徳市に位置する県。

## 地理

### 広袤
東経111度24分から111度49分、北緯29度17分から29度46分。
南北の長さは57.5kmで東西32.5km。総面積は1203.432 平方キロメートルであり、全省の0.57%を占める。

## 人口
2010年の総人口は50万5609人で2000年の調査より439780人増え、10年で65829人増加した。
10年で14.97%、年平均で1.4%の人口増加であった。

## 行政区画
- 街道：安福街道、望城街道
- 鎮：合口鎮、新安鎮、佘市橋鎮、太浮鎮、四新崗鎮、停弦渡鎮、修梅鎮
- 郷：烽火郷、刻木山郷

## 出身者
- 丁玲 - 作家